# Чемпіонат України з баскетболу 2007—2008: вища ліга
17-й чемпіонат України з баскетболу у Вищій лізі пройшов з жовтня 2007-го по травень 2008-го року. Чемпіоном Вищої ліги вперше став БК Донецьк (Донецьк).

### Підсумкова турнірна таблиця
| №  | Команда                        | В  | П  |
| -- | ------------------------------ | -- | -- |
| 1  | БК Донецьк (Донецьк)           | 33 | 3  |
| 2  | Дніпро-Азот (Дніпродзержинськ) | 26 | 10 |
| 3  | КДПУ (Кривий Ріг)              | 24 | 12 |
| 4  | МСДЮСШОР (Вінниця)             | 18 | 18 |
| 5  | Домоград (Одеса)               | 15 | 21 |
| 6  | КТУ (Кривий Ріг)               | 15 | 21 |
| 7  | Говерла (Івано-Франківськ)     | 14 | 22 |
| 8  | Кремінь-Політехнік (Кременчук) | 14 | 22 |
| 9  | Коксохім-Сталь (Алчевськ)      | 12 | 24 |
| 10 | Грифони (Сімферополь)          | 9  | 27 |

| №  | Команда                         | В  | П  |
| -- | ------------------------------- | -- | -- |
| 11 | Харків-Політехнік (Харків)      | 23 | 5  |
| 12 | ДУЕП (Дніпропетровськ)          | 23 | 5  |
| 13 | Аджалик (Южний)                 | 19 | 9  |
| 14 | Ферро-ЗНТУ (Запоріжжя)          | 17 | 11 |
| 15 | БК Сарни (Сарни)                | 14 | 14 |
| 16 | Орлан-НАПКС (Сімферополь)       | 8  | 20 |
| 17 | КМПУ ім. Б. Д. Грінченка (Київ) | 6  | 22 |
| 18 | Тернопіль-ТНЕУ (Тернопіль)      | 2  | 26 |

## Склади команд

### БК Донецьк (Донецьк)
Авдусенко Євген (198), Бабкін Тимур (203), Ворник Євген (207), Гальонкін Костянтин (207), Гончаров Олександр (198), Іщук Андрій (201), Луценко Роман (186), Мальцев Ігор (190), Мерцалов Роман (200), Насенник Михайло (197), Петренко Юрій (212), Плеханов Валерій (184), Слюсарьов Євген (189), Цимбал Олексій (196), Шаповалов Олексій (192), Янгічер Олексій Володимирович (192).
Тренер: Плеханов Валерій.

### Дніпро-Азот (Дніпродзержинськ)
Сергій Алфьоров (188), Єгор Большаков (185), Олексій Борисенко (203), Євген Буяков (193), Віктор Давиденко (191), Станіслав Дикий (201, СДЮСШОР-5), Тимур Євсеєвичев (180), Олександр Єршов (200), Михайло Зайцев (201, Ферро-ЗНТУ), Ярослав Квітковський (200,Орлан), Роман Литвин (175), Роман Німенко, Михайло Подопригора (190,ДУЕП), Юрій Тороп (200), Костянтин Шакула (199, Львівська Політехніка).
Тренер: Євсеєвичев Олександр.

### КДПУ (Кривий Ріг)
Ашурков Кирило (192), Борисов Андрій (197), Гліб Глєбов (205), Гусаров Іван (186), Коверга Юрій (190), Колесник Володимир (198), Колесник Сергій (192), Лабетік Віктор (190), Савостін Олександр (187), Салиш Денис (200), Снітко Сергій (188), Шрам Ярослав (187), Щанкін Максим (192).
Тренер: Порохненко Олександр.

### МСДЮСШОР (Вінниця)
Володимир Авдєєв (204), Володимир Антонов (207), Євгеній Бондаренко (208), Олександр Главатчук (193), Микола Здирка (202), Дмитро Мягкий (182), Олександр Овчарук (179), Дмитро Подоляко (189), Владислав Чорний (195), Всеволод Шурмель (204,Білорусь), Юрій Яременко (195, МНТУ), Денис Яцик (202).
Тренер: Сергій Бєлобородов

### Домоград (Одеса)
Берлінський Олексій (203), Білоус Микола (191,Будсервіс, Сарни), Булах Олександр (202,Говерла), Вознюк Сергій (182), Житарюк Вячеслав (199), Кучеренко Георгій (189), Мартинов Олег (198), Нарівончик Дмитро (207), Цьопич Павло (180, Черкаські Мавпи), Шиманський Дмитро (183,Говерла), Красильніков Денис (195), Лапенко Сергій (192), Вирич Юрій (205), Полторацький Кирило (203), Усенко Віталій (200), Шульте Юрій (185).
Тренер: Радов Віталій.

### КТУ (Кривий Ріг)
Букрєєв Олександр (198), Лазарєв Олександр (171), Нетреба Сергій (190), Мазуренко Андрій (202), Мальчевський Віталій (200), Мірошніченко Євген (198), Панасюк Назар(191, Черкаські мавпи), Савін Валерій (198), Лихо Данило (201), Селіванов Ян (200), Скибенко Максим (183), Удовиченко Сергій (181).
Тренер: Непийвода Василь .

### Говерла (Івано-Франківськ)
Іванов Сергій (193), Кравець Сергій (195), Куракін Вячеслав (190), Макаров Юрій (177), Марковецький Володимир (207), Мудрак Максим (193), Площенко Олександр (193), Сажиєнко Валерій (194), Спиридонов Денис (190), Степовий Олег (210), Федорчук Євген (200), Чередниченко Олександр (190), Шостуха Олександр (190).
Тренер: Пелех Олег

### Кремінь-Політехнік (Кременчук)
Станіслав Бараболя (200), Віктор Булавін (204), Богдан Бутко (191), Олександр Власенко (188), Ігор Григоренко (202), Роман Єршов (199), Олексій Жарков (198), Сергій Зайцев (198), Максим Зозуля (190), Сергій Марченко (191), Денис Налісний (188), Олександр Овчаренко (197), Роман Петренко (199), Дмитро Роженко (194), Олександр Славко (195), Антон Супрун (185), Денис Хоружий (193), Анатолій Челован (201), Денис Чергинський (194), Віктор Шепель (191).
Тренер: Юрій Кремень.

### «Коксохім-Сталь» (Алчевськ)
Анохін Вячеслав (180), Ануфрієв Євген (202), Березюк Борис (196), Гайдамака Павло (200), Доценко Юрій (181), Єськов Микита (202), Киященко Сергій (194), Коломийчук Олександр (200), Косенко Віталій (187), Лисенко Юрій (195), Литвинов Олексій (182), Малахов Вячеслав (201), Мелешко Артем (190), Неботов Олексій (195), Нечосов Денис (194), Рябчиков Артем (204), Стецора Андрій (180), Тонкоус Євген (183), Хайло Павло (182), Ходикін Руслан (192), Швець Олександр (182), Щепкін Артем (188, МБК Одеса).
Тренер: Безуглов Олександр.

### «Харків-Політехнік» (Харків)
Арабаджи Тимур Дмитрович (192), Дудник Максим (197), Дяченко Євген (190), Козлов Роман (186), Козубов Олександр (190), Липовий Григорій (200), Нарішков Степан (196), Печерський Олександр (210), Поляков Костянтин (187), Роденко Микола (194), Рочняк Антон (200), Сайнієв Василь (175), Стрипа Тарас (195), Чернявський Сергій (187).
Тренер: Кулібаба Валентин Дмитрович.

### ДУЕП (Дніпропетровськ)
Андрієнко Денис (194), Балабан Дмитро (195), Геленко Богдан (182), Єгоров Кирило (200), Загуменний Ігор (195), Каляєв Іван (200), Коняхін Євген (195), Костюков Олексій (188), Малоок Віталій (201), Махінько Ілля (186), Мельниченко Роман (185), Овчаренко Станіслав (187), Оріщук Руслан (186), Підіпригора Михайло (194), Харлов Дмитро (180).
Тренер: Севастьянов Володимир

### Аджалик (Южне)
Буренко Павло (180, Хімік-3), Бринза Вячеслав (198), Доленко Олександр Володимирович (189), Дранченко Ігор (194), Жельоніс Едгарас (207), Женков Степан (192), Коваль Сергій (189), Коломийчук Олександр (200), Крамар Олег (201), Мякінін Вадим (195), Чернобривченко Євген(200).
Тренер: Пащенко Олександр.

### Ферро-ЗНТУ (Запоріжжя)
Белецький Єгор (193), Бутенко Володимир (185), Вікторов Кирило (185), Гузь Володимир (198), Дудник Юрій (186), Дупак Максим (192), Драгунов Євген (195), Захаров Ігор (178), Змитрович Яків (197), Калабухов Олег (188), Литвишко Антон (194), Овдеєнко Станіслав (190), Пелех Сергій (185), Попович Артем (191), Чміль Максим (209), Широбоков Сергій (185), Юрьєв Михайло (193).
Тренер: Широбоков Олександр

### БК Сарни (Сарни)
Болба Антон (195), Бугаєвський Андрій (191), Давидович Роман (197), Дубич Сергій (195), Костко Андрій (204), Красько Олег (178), Кухарук Дмитро (180), Марков Сергій (180), Мурін Володимир (198), Процюк Олександр (185), Рудик Роман (192), Сачук Віктор (202), Тарасенко Костянтин (212), Тодуа Мераб (194), Третяков Олександр (180), Яйчун Валерій (181).
Тренер: Красько Олег .

### БК «Орлан-НАПКС» (Сімферополь)
Антоненко Артем (180), Боровиков Віталій (185), Волохов Дмитро (187), Ільїчов Євген (201), Коровченко Віктор (180), Миронов Андрій (190), Подмарков Олександр (193), Рябченко Микола (182), Шепетіло Вячеслав (195), Шевченко Андрій (187), Юдін Максим (195).
Тренер:

### БК «Тернопіль-ТНЕУ» (Тернопіль)
Абуладзе Арчил (190), Гелашвілі Гела (205), Дем'янчук Юрій (200), Довжук Олександр (196), Дяченко Артем (183), Кіба Олександр (199), Кодола Олександр (183), Козлов Антон (175), Ляшенко Олександр (190), Ситнік Артем (190), Смик Станіслав (198).
Тренер: Білоус Ігор (200).

## Найкращі гравці сезону
- Найкращий захисник — Дмитро М'ягкий (МСДЮСШОР, Вінниця).
- Найкращий нападник — Станіслав Дикий (Дніпро-Азот, Дніпродзержинськ).
- Найкращий центровий — Костянтин Гальонкін (БК Донецьк).
- Найрезультативніший гравець вищої ліги — Тимур Арабаджи (Харків-Політехнік, Харків) 29 оч. в середньому за гру.

1. ↑  Енциклопедія сучасної України https://esu.com.ua/search_articles.php?id=51359